# Райово
Райо̀во е село в Западна България, община Самоков, Софийска област.

## География
Село Райово се намира на около 38 km юг-югоизточно от центъра на град София и 7 km северозападно от град Самоков. Разположено е в западната част на Самоковската котловина, в подножието на Плана планина, край двата бряга на река Палакария, която се влива в река Искър като неин ляв приток на около 2 km преди вливането на река Искър в язовир Искър. Надморската височина в селото при сградата на кметството е около 885 m.
На север от Райово, по склоновете на Плана, се разкриват много, но с малки размери пегматитови тела (жили). В миналото от тях е добиван в малки количества калиев фелдшпат (микроклин), използван в керамиката.
Край югозападния край на селото се открояват над сравнително равния терен с рязко очертаното си подножие и склон три могили: непосредствено до селото „Могилата“ (959,0 m) и една безименна (954,0 m), а на около километър юг-югозападно – могилата „Гробина“ (925,4 m).
Климатът е умерено-континентален; почвите са предимно алувиални.
Общинският път, водещ до село Райово, е минаващо през село Продановци северно отклонение от второкласния републикански път II-62 (Кюстендил – Дупница – Самоков).
Числеността на населението на село Райово по данните от преброяванията от 1934 г. насам се променя както следва:
| \| Година на преброяване \| Численост \| \| --------------------- \| --------- \| \| 1934 \| 1541 \| \| 1946 \| 1725 \| \| 1956 \| 1746 \| \| 1965 \| 1394 \| \| 1975 \| 1597 \| \| 1985 \| 1385 \| \| 1992 \| 1180 \| \| 2001 \| 1019 \| \| 2011 \| 762 \| \| 2021 \| 599 \| |           |
| Година на преброяване | Численост |
| 1934 | 1541      |
| 1946 | 1725      |
| 1956 | 1746      |
| 1965 | 1394      |
| 1975 | 1597      |
| 1985 | 1385      |
| 1992 | 1180      |
| 2001 | 1019      |
| 2011 | 762       |
| 2021 | 599       |

Етническият състав на населението по численост и дял на етническите групи според преброяването през 2011 г. е:
| Етнически групи     | Численост | Дял (в %) |
| Общо                | 762       | 100,00    |
| Българи             | 737       | 96,72     |
| Турци               | 0         | 0         |
| Цигани              | ...       | ...       |
| Други               | ...       | ...       |
| Не се самоопределят | ...       | ...       |
| Не отговорили       | 21        | 2,76      |

## История
Село Райово е в България от 1878 г.
Църквата „Свети Никола“ в село Райово е построена през XVII век. Строителство по нея е извършено и през XIX век. Тя се намира на възвишение в северния край на селото, близо до гробищата.
Училище в село Райово е открито през 1889 г. като начално училище с три класа; училищна сграда е построена през 1894 г. През октомври 1922 г. се открива районна прогимназия с ученици и от селата Рельово и Широки дол. През ноември 1932 г. началното училище и прогимназията се сливат в основно училище. През декември 1936 г. училището е наименувано „Отец Паисий“. Закрито е през 2002 г.
Кредитна кооперация „Земеделец“ в Райово е основана през 1905 г. под името Райовска земеделска каса, от 1923 г. – Кредитна кооперация „Земеделец“. През 1948 г. на общо годишно събрание е приет типов устав на всестранна кооперация и сдружението се преименува на Всестранна кооперация „Земеделец“. В периода 1952 – 1957 г. тя е Селкооп „Земеделец“. След реорганизацията на кооперативното дело в България през 1957 г. сдружението се преименува на Потребителна кооперация „Земеделец“. През 1969 г. на общо годишно събрание на кооператорите се преустановява дейността на кооперацията и от 1970 г. тя се слива с Районната потребителна кооперация в Самоков.
Читалище „Христо Ботев“ в село Райово е създадено през 1926 г. През 2009 г. на законово основание към наименованието му е добавена годината на неговото първоначално създаване и то става „Христо Ботев-1926“. Новата му сграда е завършена през 2010 г.
Трудово кооперативно земеделско стопанство (ТКЗС) „Плана“ в село Райово е учредено през март 1957 г.; през 1959 г. то е включено в състава на Държавно земеделско стопанство (ДЗС) „Александър Димитров“ – гр. Самоков, а от 1975 г. е част от Аграрно-промишлен комплекс (АПК) „Самоковска комуна“. След още организационни преобразувания то през 1990 г. отново е ТКЗС „Плана“. Съгласно Закона за собствеността и ползването на земеделските земи (ЗСПЗЗ) и съгласно съдебно решение, от юни 1992 г. ТКЗС – село Райово е обявено в ликвидация и е избран Ликвидационен съвет, чиято дейност е прекратена на 16 май 1995 г.

## Религии
В Райово се изповядва православно християнство.

## Обществени институции
Село Райово към 2024 г. е център на кметство Райово.
В село Райово има:
- действащо към 2023 г. читалище „Христо Ботев“;[22]
- православна църква „Свети Никола“;[23]
- пощенска станция.[24]

## Ежегоден събор на село Райово
Съборът на село Райово се състои ежегодно през последната събота на месец юли. Играят се кръшни хора, изсвирени от едни от най-добрите оркестри в България. Райовци са известни като едни от най-добрите игроорци в околията. Има всякакви развлечения за малки и големи.

## Галерия
- Изглед от село Райово